# Егоров, Николай Анатольевич
Николай Анатольевич Егоров — рядовой пограничных войск КГБ СССР, участник войны в Афганистане, погиб при исполнении служебных обязанностей, кавалер ордена Красной Звезды (посмертно).

## Биография
Родился 21 февраля 1966 года в посёлке Ваховске Нижневартовского района Тюменской области.
После окончания Тюменской средней школы № 5 поступил в Тюменское городское профессионально-техническое училище № 6. Окончив его, трудился на Тюменском турбомеханическом заводе.
18 октября 1984 года Егоров был призван на службу в Вооружённые Силы СССР Калининским районным военным комиссариатом города Тюмени. После прохождения обучения получил специальность снайпера и был направлен для дальнейшего прохождения службы на границу между Таджикской Советской Социалистической Республикой и Демократической Республикой Афганистан. Будучи снайпером десантно-штурмовой группы 66-го пограничного отряда Пограничных войск Комитета государственной безопасности при Совете Министров СССР, дислоцировавшемся в городе Хороге, многократно принимал активное участие в проведении боевых операций.
В ночь на 6 декабря 1985 года группа афганских моджахедов предприняла нападение на военный объект, расположенный в полосе таджикско-афганской границы. Егоров мобилизовал своих товарищей на оборону данного объекта и принял бой. В ожесточённой схватке он погиб.
Похоронен на Червишевском кладбище города Тюмени.
Указом Президиума Верховного Совета СССР рядовой Николай Анатольевич Егоров посмертно был удостоен ордена Красной Звезды.

## Память
- В честь Николая Егорова названа одна из улица города Тюмени, расположенная в городском посёлке Березняковский.
- Мемориальная доска в память о Егорове установлена на здании средней общеобразовательной школы № 5 города Тюмени[2].
- Мемориальная доска в память о Егорове установлена на здании городского профессионального-технического училища № 6 в Тюмени.
- В советское время имя Егорова носили четыре пионерских отряда в тюменских школах.